# Zonder titel (Fredy E. Wubben)
Op het plein aan de zuidoostelijke eind van de straat Reigersbos staat een aantal titelloze beeldhouwwerken van Fredy E. Wubben. Ze hebben alle een boogvorm. 
Basisschool De Tamboerijn aan Reigersbos 301 verzocht aan deze kunstenares een aantal artistieke kunstwerken te ontwerpen om de ingangen te benadrukken van het schoolcomplex. Zij kwam met poorten van roestvast staal van 430 centimeter breed en 370 centimeter hoog. Ze liet zich naar eigen zeggen inspireren door de architectuur van de gebouwen, maar ook de ronde lijnen in het “straattegelpatroon” inspireerde haar. De kunstenares werkte in die periode vooral met roestvast staal, dat op allerlei manieren bewerkt moest worden; hier vooral het buigen.